# EHF Cup vrouwen 2015/16
Aan de EHF Cup 2015/16 namen 46 handbal-verenigingen deel, die zich in het voorgaande seizoen middels de landencompetitie hebben gekwalificeerd. De 41e uitgave van de EHF-Cup is gewonnen door het Hongaarse Dunaújvárosi Kohász KA. De titelverdediger was het Deense Team Tvis Holstebro. 

## 2e ronde
Er namen 28 team deel aan de 2e ronde.
 De loting van de 2e ronde vond plaats op 21 juli 2015 in Wenen.
De heen-en terugwedstrijden vonden plaats in het weekend van 17-18 en 24-25 oktober 2015.

### Gekwalificeerde teams
| - Fémina Visé - Hubo Initia Hasselt - HŽRK Grude Autoherc - Žrk Ilidža - ŽRK Zamet - A.C. Latsia Nicosia - DHK Baník Most - London GD Handball Club - O.F.N. Ionias - A.C. Loux Patras - Fram Reykjavík - H.C. Holon - Cassano Magnago - Indeco Conversano | - KHF Kastrioti - KHF Prishtina - ACME-Žalgiris Kaunas - HB Dudelange - HC Standard - Succes Schoonmaak/VOC Amsterdam - Pogoń Baltica Szczecin - Alavarium/Love Tiles - RK Zagorje - ŽRK Naisa Niš - LC Brühl Handball - Spono Eagles - IUVENTA Michalovce - Halytschanka |

### Uitslagen
| Team 1                                              | Team 2                                               | Heenwedstrijd        | Returnwedstrijd      | Totaal  |
| --------------------------------------------------- | ---------------------------------------------------- | -------------------- | -------------------- | ------- |
| London GD Handball Club Aleksandra Garaloska 14     | O.F.N. Ionias Fragoula Papanikolaou 14               | 16.10.2015 18:00 uur | 17.10.2015 18:00 uur | 28 : 62 |
| London GD Handball Club Aleksandra Garaloska 14     | O.F.N. Ionias Fragoula Papanikolaou 14               | 11 : 35 (04 : 18)    | 17 : 27 (08 : 11)    | 28 : 62 |
| London GD Handball Club Aleksandra Garaloska 14     | O.F.N. Ionias Fragoula Papanikolaou 14               | 300 toeschouwers     | 200 toeschouwers     | 28 : 62 |
| HŽRK Grude Autoherc Amanda Marić 13                 | Fram Reykjavík Ragnheiður Júlíusdóttir 16            | 16.10.2015 19:00 uur | 17.10.2015 18:00 uur | 49 : 66 |
| HŽRK Grude Autoherc Amanda Marić 13                 | Fram Reykjavík Ragnheiður Júlíusdóttir 16            | 22 : 38 (09 : 21)    | 27 : 28 (12 : 12)    | 49 : 66 |
| HŽRK Grude Autoherc Amanda Marić 13                 | Fram Reykjavík Ragnheiður Júlíusdóttir 16            | 238 toeschouwers     | 215 toeschouwers     | 49 : 66 |
| RK Zagorje Lea Krajnc, Tjaša Stanko, Janja Rebol 13 | A.C. Latsia Nicosia Marilena Zolea 9                 | 23.10.2015 19:00 uur | 24.10.2015 20:00 uur | 93 : 26 |
| RK Zagorje Lea Krajnc, Tjaša Stanko, Janja Rebol 13 | A.C. Latsia Nicosia Marilena Zolea 9                 | 47 : 12 (23 : 04)    | 46 : 14 (24 : 06)    | 93 : 26 |
| RK Zagorje Lea Krajnc, Tjaša Stanko, Janja Rebol 13 | A.C. Latsia Nicosia Marilena Zolea 9                 | 400 toeschouwers     | 300 toeschouwers     | 93 : 26 |
| H.C. Holon Udochukwu Uchechi Ohaekwe 9              | Indeco Conversano Laura Celeste Rotondo 15           | 24.10.2015 18:30 uur | 25.10.2015 18:30 uur | 46 : 62 |
| H.C. Holon Udochukwu Uchechi Ohaekwe 9              | Indeco Conversano Laura Celeste Rotondo 15           | 27 : 32 (12 : 17)    | 19 : 30 (07 : 17)    | 46 : 62 |
| H.C. Holon Udochukwu Uchechi Ohaekwe 9              | Indeco Conversano Laura Celeste Rotondo 15           | 1.100 toeschouwers   | 950 toeschouwers     | 46 : 62 |
| DHK Baník Most Simona Szarková 17                   | Cassano Magnago Bianca Del Balzo 16                  | 17.10.2015 18:00 uur | 24.10.2015 18:30 uur | 57 : 37 |
| DHK Baník Most Simona Szarková 17                   | Cassano Magnago Bianca Del Balzo 16                  | 30 : 17 (15 : 10)    | 27 : 20 (11 : 09)    | 57 : 37 |
| DHK Baník Most Simona Szarková 17                   | Cassano Magnago Bianca Del Balzo 16                  | 1.010 toeschouwers   | 400 toeschouwers     | 57 : 37 |
| Pogoń Baltica Szczecin Daria Zawistowska 14         | LC Brühl Handball Kerstin Kündig 9                   | 17.10.2015 17:00 uur | 18.10.2015 14:00 uur | 59 : 42 |
| Pogoń Baltica Szczecin Daria Zawistowska 14         | LC Brühl Handball Kerstin Kündig 9                   | 31 : 23 (18 : 11)    | 28 : 19 (16 : 10)    | 59 : 42 |
| Pogoń Baltica Szczecin Daria Zawistowska 14         | LC Brühl Handball Kerstin Kündig 9                   | 450 toeschouwers     | 350 toeschouwers     | 59 : 42 |
| IUVENTA Michalovce Maria Holešová 21                | HC Standard Agnieszka Mizak, Ewa Dominiak 8          | 17.10.2015 17:00 uur | 18.10.2015 17:00 uur | 95 : 25 |
| IUVENTA Michalovce Maria Holešová 21                | HC Standard Agnieszka Mizak, Ewa Dominiak 8          | 48 : 15 (27 : 08)    | 47 : 10 (26 : 03)    | 95 : 25 |
| IUVENTA Michalovce Maria Holešová 21                | HC Standard Agnieszka Mizak, Ewa Dominiak 8          | 800 toeschouwers     | 700 toeschouwers     | 95 : 25 |
| Spono Eagles Rahel Furrer 23                        | ACME-Žalgiris Kaunas Gabija Vidūnaitė 20             | 24.10.2015 13:00 uur | 25.10.2015 19:30 uur | 63 : 62 |
| Spono Eagles Rahel Furrer 23                        | ACME-Žalgiris Kaunas Gabija Vidūnaitė 20             | 38 : 27 (17 : 16)    | 25 : 35 (15 : 18)    | 63 : 62 |
| Spono Eagles Rahel Furrer 23                        | ACME-Žalgiris Kaunas Gabija Vidūnaitė 20             | 150 toeschouwers     | 150 toeschouwers     | 63 : 62 |
| KHF Kastrioti Belma Beba 25                         | Hubo Initia Hasselt Aurélie Bemelmans 16             | 17.10.2015 17:00 uur | 24.10.2015 17:00 uur | 51 : 59 |
| KHF Kastrioti Belma Beba 25                         | Hubo Initia Hasselt Aurélie Bemelmans 16             | 23 : 32 (12 : 11)    | 28 : 27 (15 : 14)    | 51 : 59 |
| KHF Kastrioti Belma Beba 25                         | Hubo Initia Hasselt Aurélie Bemelmans 16             | 700 toeschouwers     | 100 toeschouwers     | 51 : 59 |
| Žrk Ilidža Dragana Dejanović 11                     | Alavarium/Love Tiles Brynhildur Eddudóttir 9         | 23.10.2015 21:00 uur | 24.10.2015 18:30 uur | 36 : 55 |
| Žrk Ilidža Dragana Dejanović 11                     | Alavarium/Love Tiles Brynhildur Eddudóttir 9         | 21 : 25 (09 : 13)    | 15 : 30 (05 : 16-)   | 36 : 55 |
| Žrk Ilidža Dragana Dejanović 11                     | Alavarium/Love Tiles Brynhildur Eddudóttir 9         | 600 toeschouwers     | 600 toeschouwers     | 36 : 55 |
| HB Dudelange Joy Wirtz 13                           | ŽRK Zamet Ćamila Mičijević 9                         | 24.10.2015 20:00 uur | 25.10.2015 18:00 uur | 34 : 74 |
| HB Dudelange Joy Wirtz 13                           | ŽRK Zamet Ćamila Mičijević 9                         | 16 : 39 (08 : 17)    | 18 : 35 (07 : 17)    | 34 : 74 |
| HB Dudelange Joy Wirtz 13                           | ŽRK Zamet Ćamila Mičijević 9                         | 100 toeschouwers     | 150 toeschouwers     | 34 : 74 |
| ŽRK Naisa Niš Maja Veljković 12                     | A.C. Loux Patras Nikolitsa Koukoulomati 10           | 17.10.2015 18:30 uur | 18.10.2015 11:30 uur | 65 : 22 |
| ŽRK Naisa Niš Maja Veljković 12                     | A.C. Loux Patras Nikolitsa Koukoulomati 10           | 27 : 14 (18 : 08)    | 38 : 08 (19 : 04)    | 65 : 22 |
| ŽRK Naisa Niš Maja Veljković 12                     | A.C. Loux Patras Nikolitsa Koukoulomati 10           | 1.200 toeschouwers   | 890 toeschouwers     | 65 : 22 |
| Halytschanka Maryna Konowalowa 8                    | KHF Prishtina Burneta Rama 19                        | 24.10.2015 19:00 uur | 25.10.2015 11:30 uur | 52 : 31 |
| Halytschanka Maryna Konowalowa 8                    | KHF Prishtina Burneta Rama 19                        | 26 : 17 (09 : 08)    | 26 : 14 (13 : 06)    | 52 : 31 |
| Halytschanka Maryna Konowalowa 8                    | KHF Prishtina Burneta Rama 19                        | 500 toeschouwers     | 200 toeschouwers     | 52 : 31 |
| Fémina Visé Sara Marteleur, Kristien Leonaers 8     | Succes Schoonmaak/VOC Amsterdam Charris Rozemalen 16 | 17.10.2015 18:00 uur | 24.10.2015 19:30 uur | 42 : 72 |
| Fémina Visé Sara Marteleur, Kristien Leonaers 8     | Succes Schoonmaak/VOC Amsterdam Charris Rozemalen 16 | 20 : 34 (08 : 12)    | 22 : 38 (11 : 17)    | 42 : 72 |
| Fémina Visé Sara Marteleur, Kristien Leonaers 8     | Succes Schoonmaak/VOC Amsterdam Charris Rozemalen 16 | 350 toeschouwers     | 400 toeschouwers     | 42 : 72 |

## 3e ronde
Es namen 32 teams deels aan de 3e ronde.
De loting van de 3e ronden vond plaats op 21 juli 2015 in Wenen. 
De heen-en terugwedstrijden vonden plaats in het weekend van 14-15 en 21-22 november 2015.

### Gekwalificeerde teams
| - Hubo Initia Hasselt - ŽRK Zamet - DHK Baník Most - HC Odense - Randers HK - Silkeborg-Voel KFUM - TuS Metzingen - HC Leipzig - Balonmano Bera Bera - Nantes Loire Atlantique HB - Union Mios Biganos-Bègles Handball - Handball Cercle Nîmes - O.F.N. Ionias - Dunaújvárosi Kohász KA - Siófok KC - Fram Reykjavík | - Indeco Conversano - Succes Schoonmaak/VOC Amsterdam - Tertnes IL - Pogoń Baltica Szczecin - Alavarium/Love Tiles - ASC Corona 2010 Brașov - HCM Roman - GK Astrachanotschka - GK Dinamo Wolgograd - RK Zagorje - ŽRK Naisa Niš - H 65 Höör - Spono Eagles - IUVENTA Michalovce - Muratpaşa Belediyesi SK - Halytschanka |

### Uitslagen
| Team 1                                                             | Team 2                                              | Heenwedstrijd        | Returnwedstrijd      | Totaal  |
| ------------------------------------------------------------------ | --------------------------------------------------- | -------------------- | -------------------- | ------- |
| Randers HK Camilla Dalby 14                                        | Succes Schoonmaak/VOC Amsterdam Rachel de Haze 12   | 14.11.2015 19:30 uur | 21.11.2015 19:30 uur | 65 : 43 |
| Randers HK Camilla Dalby 14                                        | Succes Schoonmaak/VOC Amsterdam Rachel de Haze 12   | 36 : 25 (17 : 11)    | 29 : 18 (18 : 08)    | 65 : 43 |
| Randers HK Camilla Dalby 14                                        | Succes Schoonmaak/VOC Amsterdam Rachel de Haze 12   | 649 toeschouwers     | 350 toeschouwers     | 65 : 43 |
| Muratpaşa Belediyesi SK Walerija Baranik 14                        | Halytschanka Lesja Smolinh 13                       | 14.11.2015 15:00 uur | 22.11.2015 17:00 uur | 58 : 52 |
| Muratpaşa Belediyesi SK Walerija Baranik 14                        | Halytschanka Lesja Smolinh 13                       | 28 : 22 (11 : 12)    | 30 : 30 (14 : 15)    | 58 : 52 |
| Muratpaşa Belediyesi SK Walerija Baranik 14                        | Halytschanka Lesja Smolinh 13                       | 900 toeschouwers     | 750 toeschouwers     | 58 : 52 |
| Siófok KC Asma El Ghaoui 18                                        | Alavarium/Love Tiles Mariana Ferreira Lopes 13      | 13.11.2015 18:00 uur | 14.11.2015 18:00 uur | 79 : 46 |
| Siófok KC Asma El Ghaoui 18                                        | Alavarium/Love Tiles Mariana Ferreira Lopes 13      | 40 : 25 (16 : 14)    | 39 : 21 (18 : 12)    | 79 : 46 |
| Siófok KC Asma El Ghaoui 18                                        | Alavarium/Love Tiles Mariana Ferreira Lopes 13      | 450 toeschouwers     | 400 toeschouwers     | 79 : 46 |
| IUVENTA Michalovce Tetyana Fiľková Trehubová, Olha Perederij je 13 | Balonmano Bera Bera Ana Isabel Martínez Martínez 17 | 15.11.2015 17:15 uur | 22.11.2015 12:00 uur | 58 : 53 |
| IUVENTA Michalovce Tetyana Fiľková Trehubová, Olha Perederij je 13 | Balonmano Bera Bera Ana Isabel Martínez Martínez 17 | 34 : 29 (17 : 17)    | 24 : 24 (10 : 09)    | 58 : 53 |
| IUVENTA Michalovce Tetyana Fiľková Trehubová, Olha Perederij je 13 | Balonmano Bera Bera Ana Isabel Martínez Martínez 17 | 1.800 toeschouwers   | 1.000 toeschouwers   | 58 : 53 |
| RK Zagorje Janja Rebolj 8                                          | HC Leipzig Saskia Lang 13                           | 19.11.2015 19:00 uur | 21.11.2015 15:00 uur | 42 : 60 |
| RK Zagorje Janja Rebolj 8                                          | HC Leipzig Saskia Lang 13                           | 17 : 26 (09 : 10)    | 25 : 34 (09 : 17)    | 42 : 60 |
| RK Zagorje Janja Rebolj 8                                          | HC Leipzig Saskia Lang 13                           | 948 toeschouwers     | 1.768 toeschouwers   | 42 : 60 |
| GK Astrachanotschka Anna Wjachirewa 12                             | O.F.N. Ionias Lamprini Tsakalou 15                  | 13.11.2015 16:00 uur | 14.11.2015 16:00 uur | 81 : 43 |
| GK Astrachanotschka Anna Wjachirewa 12                             | O.F.N. Ionias Lamprini Tsakalou 15                  | 42 : 28 (24 : 09)    | 39 : 15 (22 : 10)    | 81 : 43 |
| GK Astrachanotschka Anna Wjachirewa 12                             | O.F.N. Ionias Lamprini Tsakalou 15                  | 1.850 toeschouwers   | 2.000 toeschouwers   | 81 : 43 |
| ŽRK Zamet Ćamila Mičijević, Dejana Milosavljević 8                 | HC Odense Maja Jakobsen 17                          | 21.11.2015 14:00 uur | 22.11.2015 14:00 uur | 44 : 58 |
| ŽRK Zamet Ćamila Mičijević, Dejana Milosavljević 8                 | HC Odense Maja Jakobsen 17                          | 23 : 28 (15 : 13)    | 21 : 30 (13 : 14)    | 44 : 58 |
| ŽRK Zamet Ćamila Mičijević, Dejana Milosavljević 8                 | HC Odense Maja Jakobsen 17                          | 435 toeschouwers     | 350 toeschouwers     | 44 : 58 |
| Handball Cercle Nîmes Blandine Dancette 11                         | Hubo Initia Hasselt Edel Robyns 16                  | 20.11.2015 20:30 uur | 21.11.2015 17:45 uur | 67 : 44 |
| Handball Cercle Nîmes Blandine Dancette 11                         | Hubo Initia Hasselt Edel Robyns 16                  | 39 : 18 (21 : 08)    | 28 : 26 (17 : 13)    | 67 : 44 |
| Handball Cercle Nîmes Blandine Dancette 11                         | Hubo Initia Hasselt Edel Robyns 16                  | 150 toeschouwers     | 120 toeschouwers     | 67 : 44 |
| ŽRK Naisa Niš Hristina Nedeljković 13                              | TuS Metzingen Julia Behnke 14                       | 14.11.2015 19:00 uur | 15.11.2015 16:00 uur | 50 : 88 |
| ŽRK Naisa Niš Hristina Nedeljković 13                              | TuS Metzingen Julia Behnke 14                       | 29 : 38 (10 : 20)    | 21 : 50 (08 : 19)    | 50 : 88 |
| ŽRK Naisa Niš Hristina Nedeljković 13                              | TuS Metzingen Julia Behnke 14                       | 900 toeschouwers     | 760 toeschouwers     | 50 : 88 |
| HCM Roman Iryna Hlibko 17                                          | Fram Reykjavík Ragnheiður Júlíusdóttir 12           | 14.11.2015 13:00 uur | 21.11.2015 17:00 uur | 56 : 47 |
| HCM Roman Iryna Hlibko 17                                          | Fram Reykjavík Ragnheiður Júlíusdóttir 12           | 29 : 25 (17 : 11)    | 27 : 22 (14 : 12)    | 56 : 47 |
| HCM Roman Iryna Hlibko 17                                          | Fram Reykjavík Ragnheiður Júlíusdóttir 12           | 350 toeschouwers     | 300 toeschouwers     | 56 : 47 |
| Spono Eagles Lisa Frey 11                                          | Silkeborg-Voel KFUM Freja Cohrt Kyndbøl 19          | 20.11.2015 19:00 uur | 21.11.2015 16:00 uur | 42 : 67 |
| Spono Eagles Lisa Frey 11                                          | Silkeborg-Voel KFUM Freja Cohrt Kyndbøl 19          | 20 : 33 (09 : 15)    | 22 : 34 (08 : 16)    | 42 : 67 |
| Spono Eagles Lisa Frey 11                                          | Silkeborg-Voel KFUM Freja Cohrt Kyndbøl 19          | 404 toeschouwers     | 409 toeschouwers     | 42 : 67 |
| GK Dinamo Wolgograd Polina Wedechina 15                            | DHK Baník Most Markéta Jeřábková 12                 | 15.11.2015 18:00 uur | 16.11.2015 18:00 uur | 61 : 58 |
| GK Dinamo Wolgograd Polina Wedechina 15                            | DHK Baník Most Markéta Jeřábková 12                 | 31 : 31 (14 : 16)    | 30 : 27 (16 : 13)    | 61 : 58 |
| GK Dinamo Wolgograd Polina Wedechina 15                            | DHK Baník Most Markéta Jeřábková 12                 | 1.250 toeschouwers   | 1.250 toeschouwers   | 61 : 58 |
| Tertnes IL                                                         | Union Mios Biganos-Bègles Handball                  | --.--.---- --:-- uur | --.--.---- --:-- uur | 20 : 0  |
| Tertnes IL                                                         | Union Mios Biganos-Bègles Handball                  | 10 : 00 (-- : --)    | 10 : 00 (-- : --)    | 20 : 0  |
| Tertnes IL                                                         | Union Mios Biganos-Bègles Handball                  | 0 toeschouwers       | 0 toeschouwers       | 20 : 0  |
| Dunaújvárosi Kohász KA Melinda Vincze 14                           | Indeco Conversano Laura Celeste Rotondo 21          | 14.11.2015 17:00 uur | 21.11.2015 18:30 uur | 68 : 49 |
| Dunaújvárosi Kohász KA Melinda Vincze 14                           | Indeco Conversano Laura Celeste Rotondo 21          | 37 : 25 (15 : 14)    | 31 : 24 (17 : 12)    | 68 : 49 |
| Dunaújvárosi Kohász KA Melinda Vincze 14                           | Indeco Conversano Laura Celeste Rotondo 21          | 750 toeschouwers     | 500 toeschouwers     | 68 : 49 |
| Nantes Loire Atlantique HB Ivana Lovrić 11                         | H 65 Höör Jasmina Đapanović 15                      | 14.11.2015 20:30 uur | 21.11.2015 16:00 uur | 54 : 56 |
| Nantes Loire Atlantique HB Ivana Lovrić 11                         | H 65 Höör Jasmina Đapanović 15                      | 27 : 26 (13 : 18)    | 27 : 30 (15 : 17)    | 54 : 56 |
| Nantes Loire Atlantique HB Ivana Lovrić 11                         | H 65 Höör Jasmina Đapanović 15                      | 5.000 toeschouwers   | 476 toeschouwers     | 54 : 56 |
| ASC Corona 2010 Brașov Carmen Cartaș 17                            | Pogoń Baltica Szczecin Małgorzata Stasiak 9         | 14.11.2015 16:00 uur | 15.11.2015 16:00 uur | 48 : 44 |
| ASC Corona 2010 Brașov Carmen Cartaș 17                            | Pogoń Baltica Szczecin Małgorzata Stasiak 9         | 24 : 24 (13 : 13)    | 24 : 20 (14 : 12)    | 48 : 44 |
| ASC Corona 2010 Brașov Carmen Cartaș 17                            | Pogoń Baltica Szczecin Małgorzata Stasiak 9         | 1.350 toeschouwers   | 1.300 toeschouwers   | 48 : 44 |

## Achtste finale
In de achtste finales namen de winnaars van de 3e ronde deel.

De loting van de achtste vond plaats op 24 november 2015 in Wenen.

Die heenwedstrijden vonden plaats op 9 en 10 januari 2016. De returnwedstrijden vonden plaats op 16 en 17 januari 2016. 

### Gekwalificeerde teams
| - TuS Metzingen - HC Leipzig - HC Odense - Randers HK - Silkeborg-Voel KFUM - Handball Cercle Nîmes - Dunaújvárosi Kohász KA - Siófok KC | - Tertnes IL - ASC Corona 2010 Brașov - HCM Roman - GK Astrachanotschka - GK Dinamo Wolgograd - IUVENTA Michalovce - H 65 Höör - Muratpaşa Belediyesi SK |

### Uitslagen
| Team 1                                                   | Team 2                                                   | Heenwedstrijd        | Returnwedstrijd      | Totaal      |
| -------------------------------------------------------- | -------------------------------------------------------- | -------------------- | -------------------- | ----------- |
| TuS Metzingen Anna Loerper, Julia Behnke 9               | IUVENTA Michalovce Julyja Kutscher 11                    | 09.01.2016 19:00 uur | 16.01.2016 17:30 uur | 56 : 48     |
| TuS Metzingen Anna Loerper, Julia Behnke 9               | IUVENTA Michalovce Julyja Kutscher 11                    | 30 : 26 (16 : 19)    | 26 : 22 (15 : 13)    | 56 : 48     |
| TuS Metzingen Anna Loerper, Julia Behnke 9               | IUVENTA Michalovce Julyja Kutscher 11                    | 1.770 toeschouwers   | 1.700 toeschouwers   | 56 : 48     |
| Tertnes IL Stine Skogrand 14                             | HC Odense Line Haugsted 19                               | 10.01.2016 18:00 uur | 16.01.2016 15:00 uur | 46 : 50     |
| Tertnes IL Stine Skogrand 14                             | HC Odense Line Haugsted 19                               | 21 : 22 (10 : 16)    | 25 : 28 (14 : 10)    | 46 : 50     |
| Tertnes IL Stine Skogrand 14                             | HC Odense Line Haugsted 19                               | 413 toeschouwers     | 815 toeschouwers     | 46 : 50     |
| HCM Roman Iryna Hlibko 21                                | ASC Corona 2010 Brașov Cristina Zamfir 19                | 10.01.2016 11:30 uur | 17.01.2016 15:00 uur | 43 : 47     |
| HCM Roman Iryna Hlibko 21                                | ASC Corona 2010 Brașov Cristina Zamfir 19                | 22 : 21 (09 : 10)    | 21 : 26 (08 : 13)    | 43 : 47     |
| HCM Roman Iryna Hlibko 21                                | ASC Corona 2010 Brașov Cristina Zamfir 19                | 750 toeschouwers     | 1.400 toeschouwers   | 43 : 47     |
| Handball Cercle Nîmes Chloé Bulleux 15                   | Randers HK Jane Schumacher 11                            | 09.01.2016 20:00 uur | 16.01.2016 20:00 uur | 48 : 60     |
| Handball Cercle Nîmes Chloé Bulleux 15                   | Randers HK Jane Schumacher 11                            | 27 : 27 (13 : 13)    | 21 : 33 (11 : 14)    | 48 : 60     |
| Handball Cercle Nîmes Chloé Bulleux 15                   | Randers HK Jane Schumacher 11                            | 2.000 toeschouwers   | 579 toeschouwers     | 48 : 60     |
| Dunaújvárosi Kohász KA Anna Kovács, Krisztina Triscsuk 9 | Siófok KC Annamária Orbán 13                             | 10.01.2016 16:00 uur | 16.01.2016 15:45 uur | 47 : 47 (a) |
| Dunaújvárosi Kohász KA Anna Kovács, Krisztina Triscsuk 9 | Siófok KC Annamária Orbán 13                             | 24 : 19 (09 : 10)    | 23 : 28 (09 : 11)    | 47 : 47 (a) |
| Dunaújvárosi Kohász KA Anna Kovács, Krisztina Triscsuk 9 | Siófok KC Annamária Orbán 13                             | 1.200 toeschouwers   | 500 toeschouwers     | 47 : 47 (a) |
| HC Leipzig Alexandra Mazzucco, Karolina Kudłacz-Gloc 11  | Muratpaşa Belediyesi SK Diğdem Hoşgör 12                 | 10.01.2016 15:00 uur | 16.01.2016 15:00 uur | 59 : 51     |
| HC Leipzig Alexandra Mazzucco, Karolina Kudłacz-Gloc 11  | Muratpaşa Belediyesi SK Diğdem Hoşgör 12                 | 33 : 26 (13 : 16)    | 26 : 25 (12 : 15)    | 59 : 51     |
| HC Leipzig Alexandra Mazzucco, Karolina Kudłacz-Gloc 11  | Muratpaşa Belediyesi SK Diğdem Hoşgör 12                 | 2.478 toeschouwers   | 1.100 toeschouwers   | 59 : 51     |
| GK Astrachanotschka Karyna Yezhykava 14                  | GK Dinamo Wolgograd Jekaterina Fanina 9                  | 10.01.2016 14:00 uur | 16.01.2016 14:00 uur | 54 : 45     |
| GK Astrachanotschka Karyna Yezhykava 14                  | GK Dinamo Wolgograd Jekaterina Fanina 9                  | 31 : 26 (18 : 16)    | 23 : 19 (12 : 10)    | 54 : 45     |
| GK Astrachanotschka Karyna Yezhykava 14                  | GK Dinamo Wolgograd Jekaterina Fanina 9                  | 3.500 toeschouwers   | 1.300 toeschouwers   | 54 : 45     |
| H 65 Höör Jasmina Đapanović 16                           | Silkeborg-Voel KFUM Christina Wildbork, Freja Cohrt je 9 | 09.01.2016 16:00 uur | 16.01.2016 13:00 uur | 50 : 50 (a) |
| H 65 Höör Jasmina Đapanović 16                           | Silkeborg-Voel KFUM Christina Wildbork, Freja Cohrt je 9 | 22 : 26 (10 : 13)    | 28 : 24 (12 : 13)    | 50 : 50 (a) |
| H 65 Höör Jasmina Đapanović 16                           | Silkeborg-Voel KFUM Christina Wildbork, Freja Cohrt je 9 | 649 toeschouwers     | 510 toeschouwers     | 50 : 50 (a) |

## Kwartfinale
De loting vond plaats op 19 januari 2016 in Wenen.

### Gekwalificeerde teams
| - TuS Metzingen - HC Leipzig - HC Odense - Randers HK - Dunaújvárosi Kohász KA - ASC Corona 2010 Brașov - GK Astrachanotschka - H 65 Höör |

### Uitslagen
| Team 1                                 | Team 2                                                    | Heenwedstrijd        | Returnwedstrijd      | Totaal  |
| -------------------------------------- | --------------------------------------------------------- | -------------------- | -------------------- | ------- |
| HC Odense Line Haugsted 11             | ASC Corona 2010 Brașov Camelia Hotea 10                   | 21.02.2016 16:00 uur | 28.02.2016 14:00 uur | 42 : 50 |
| HC Odense Line Haugsted 11             | ASC Corona 2010 Brașov Camelia Hotea 10                   | 21 : 29 (10 : 13)    | 21 : 21 (08 : 09)    | 42 : 50 |
| HC Odense Line Haugsted 11             | ASC Corona 2010 Brașov Camelia Hotea 10                   | 624 toeschouwers     | 2.000 toeschouwers   | 42 : 50 |
| GK Astrachanotschka Anna Wjachirewa 14 | Dunaújvárosi Kohász KA Anna Kovács, Krisztina Triscsuk 10 | 26.02.2016 18:00 uur | 28.02.2016 13:00 uur | 46 : 48 |
| GK Astrachanotschka Anna Wjachirewa 14 | Dunaújvárosi Kohász KA Anna Kovács, Krisztina Triscsuk 10 | 26 : 23 (15 : 12)    | 20 : 25 (09 : 12)    | 46 : 48 |
| GK Astrachanotschka Anna Wjachirewa 14 | Dunaújvárosi Kohász KA Anna Kovács, Krisztina Triscsuk 10 | 700 toeschouwers     | 800 toeschouwers     | 46 : 48 |
| Randers HK Camilla Dalby 18            | H 65 Höör Jasmina Đapanović 13                            | 20.02.2016 16:00 uur | 27.02.2016 15:00 uur | 57 : 49 |
| Randers HK Camilla Dalby 18            | H 65 Höör Jasmina Đapanović 13                            | 30 : 27 (16 : 15)    | 27 : 22 (13 : 10)    | 57 : 49 |
| Randers HK Camilla Dalby 18            | H 65 Höör Jasmina Đapanović 13                            | 475 toeschouwers     | 585 toeschouwers     | 57 : 49 |
| TuS Metzingen Bernadett Temes 13       | HC Leipzig Saskia Lang 11                                 | 19.02.2016 20:00 uur | 28.02.2016 15:00 uur | 52 : 49 |
| TuS Metzingen Bernadett Temes 13       | HC Leipzig Saskia Lang 11                                 | 25 : 24 (09 : 13)    | 27 : 25 (12 : 10)    | 52 : 49 |
| TuS Metzingen Bernadett Temes 13       | HC Leipzig Saskia Lang 11                                 | 2.000 toeschouwers   | 1.581 toeschouwers   | 52 : 49 |

## Halve finale
De heenwedstrijden vonden plaats op 2–3 april 2016. De returnwedstrijden vonden plaats op 9-10 april 2016.

### Uitslagen
| Team 1                                    | Team 2                                | Heenwedstrijd        | Returnwedstrijd      | Totaal      |
| ----------------------------------------- | ------------------------------------- | -------------------- | -------------------- | ----------- |
| Randers HK Camilla Dalby 10               | Dunaújvárosi Kohász KA Anna Kovács 14 | 03.04.2016 19:30 uur | 10.04.2016 16:00 uur | 52 : 52 (a) |
| Randers HK Camilla Dalby 10               | Dunaújvárosi Kohász KA Anna Kovács 14 | 27 : 29 (13 : 16)    | 25 : 23 (10 : 16)    | 52 : 52 (a) |
| Randers HK Camilla Dalby 10               | Dunaújvárosi Kohász KA Anna Kovács 14 | 997 toeschouwers     | 1.000 toeschouwers   | 52 : 52 (a) |
| ASC Corona 2010 Brașov Cristina Zamfir 19 | TuS Metzingen Anna Loerper 20         | 03.04.2016 18:00 uur | 09.04.2016 20:00 uur | 45 : 56     |
| ASC Corona 2010 Brașov Cristina Zamfir 19 | TuS Metzingen Anna Loerper 20         | 22 : 26 (11 : 15)    | 23 : 30 (12 : 14)    | 45 : 56     |
| ASC Corona 2010 Brașov Cristina Zamfir 19 | TuS Metzingen Anna Loerper 20         | 1.700 toeschouwers   | 2.600 toeschouwers   | 45 : 56     |

## Finale
De heenwedstrijd vond plaats op 30 april 2016. De returnwedstrijd vond plaats op 6 mei 2016.

### Uitslagen
| Team 1                        | Team 2                                       | Heenwedstrijd      | Returnwedstrijd    | Totaal  |
| ----------------------------- | -------------------------------------------- | ------------------ | ------------------ | ------- |
| TuS Metzingen Tonje Løseth 14 | Dunaújvárosi Kohász KA Krisztina Triscsuk 16 | 30.04.16 20:00 uur | 06.05.16 18:00 uur | 49 : 55 |
| TuS Metzingen Tonje Løseth 14 | Dunaújvárosi Kohász KA Krisztina Triscsuk 16 | 28 : 26 (13 : 10)  | 21 : 29 (14 : 18)  | 49 : 55 |
| TuS Metzingen Tonje Løseth 14 | Dunaújvárosi Kohász KA Krisztina Triscsuk 16 | 2408 toeschouwers  | 4.000 toeschouwers | 49 : 55 |

### Heenwedstrijd
TuS Metzingen - Dunaújvárosi Kohász KA  28 : 26 (13 : 10)
30 april 2016 in Tübingen, Paul Horn Arena, 2.408 toeschouwers, wedstrijdverslag
TuS Metzingen: Obein, Stockhorst – Løseth   (6), Loerper (5), Temes  (5), Michielsen   (3), Weigel (3), Zapf (3), Beddies  (2), Vollebregt (1), Dinkel, Großmann, Kubasta, Stefani, Putzke
Dunaújvárosi Kohász KA: Triffa, Oguntoye – A. Kovács  (6), Bulath    (5), Triscsuk (5), Azari  (3), Szalai (3), Vincze  (3), Takács (1), Ferenczy, Hajtai, Horváth, Klujber, K. Kovács, Nick, Tomoriné Kamper
Scheidsrechter:  Javier Álvarez Mata en Yon Bustamante López

### Returnwedstrijd
Dunaújvárosi Kohász KA - TuS Metzingen  29 : 21 (18 : 14)
6 mei 2016 in Veszprém, Veszprém Aréna, 4.000 toeschouwers, wedstrijdverslag
Dunaújvárosi Kohász KA: Triffa, Oguntoye – Triscsuk  (11), Azari (6), Bulath   (3), Szalai (3), A. Kovács  (2), Takács (2), Vincze   (2), Ferenczy, Hajtai, Horváth, Klujber, K. Kovács, Nick, Tomoriné Kamper
TuS Metzingen: Obein, Stockhorst – Løseth    (8), Zapf  (5), Loerper (4), Großmann  (1), Michielsen  (1), Temes   (1), Weigel (1), Beddies, Dinkel, Vollebregt, Kubasta, Stefani
Scheidsrechter:  Aušra Žalienė en Viktorija Kijauskaitė

## Statistieken

### Topscorerslijst
De topscorerslijst toont de drie beste doelpuntenmakers van het seizoen 2015-2016.
| Nr. | Land               | Speler             | Pos. | Vereniging             | Sp. | Goals | Gem. |
| --- | ------------------ | ------------------ | ---- | ---------------------- | --- | ----- | ---- |
| 1.  | Vlag van Duitsland | Anna Loerper       | (RM) | TuS Metzingen          | 10  | 57    | 5,7  |
| 1.  | Vlag van Hongarije | Krisztina Triscsuk | (RL) | Dunaújvárosi Kohász KA | 10  | 57    | 5,7  |
| 1.  | Vlag van Roemenië  | Cristina Zamfir    | (RL) | ASC Corona 2010 Brașov | 8   | 57    | 7,13 |

## Weblinks
- EHF-Cup auf der offiziellen Seite des EHF (Engels)

IHF Cup:

1981/82 ·
1982/83 ·
1983/84 ·
1984/85 ·
1985/86 ·
1986/87 ·
1987/88 ·
1988/89 ·
1989/90 ·
1990/91 ·
1991/92 ·
1992/93 ·

EHF Cup:

1993/94 ·
1994/95 ·
1995/96 ·
1996/97 ·
1997/98 ·
1998/99 ·
1999/00 ·
2000/01 ·
2001/02 ·
2002/03 · 
2003/04 · 
2004/05 · 
2005/06 · 
2006/07 · 
2007/08 · 
2008/09 · 
2009/10 · 
2010/11 · 
2011/12 · 
2012/13 · 
2013/14 · 
2014/15 · 
2015/16 · 
2016/17